# 200 West Street
200 West Street alternativt Goldman Sachs Headquarters är en skyskrapa som ligger på adressen 200 West Street på Manhattan i New York, New York i USA. Skyskrapan är helägd av den amerikanska globala investmentbanken The Goldman Sachs Group, Inc., som använder hela byggnaden som globalt huvudkontor.
Den uppfördes mellan 2005 och 2009 till en totalkostnad på 2,1 miljarder amerikanska dollar. 1,6 miljarder kom från skattefria krigsobligationer, som utfärdades efter 11 september-attackerna för att få igång den amerikanska ekonomin, och 115 miljoner dollar i skattelättnader och finansiellt stöd från både staden och delstaten.
Skyskrapan är 228,3 meter hög och har 44 våningar.